# Colostrum
 (août 2010).
Si vous disposez d'ouvrages ou d'articles de référence ou si vous connaissez des sites web de qualité traitant du thème abordé ici, merci de compléter l'article en donnant les références utiles à sa vérifiabilité et en les liant à la section « Notes et références ».

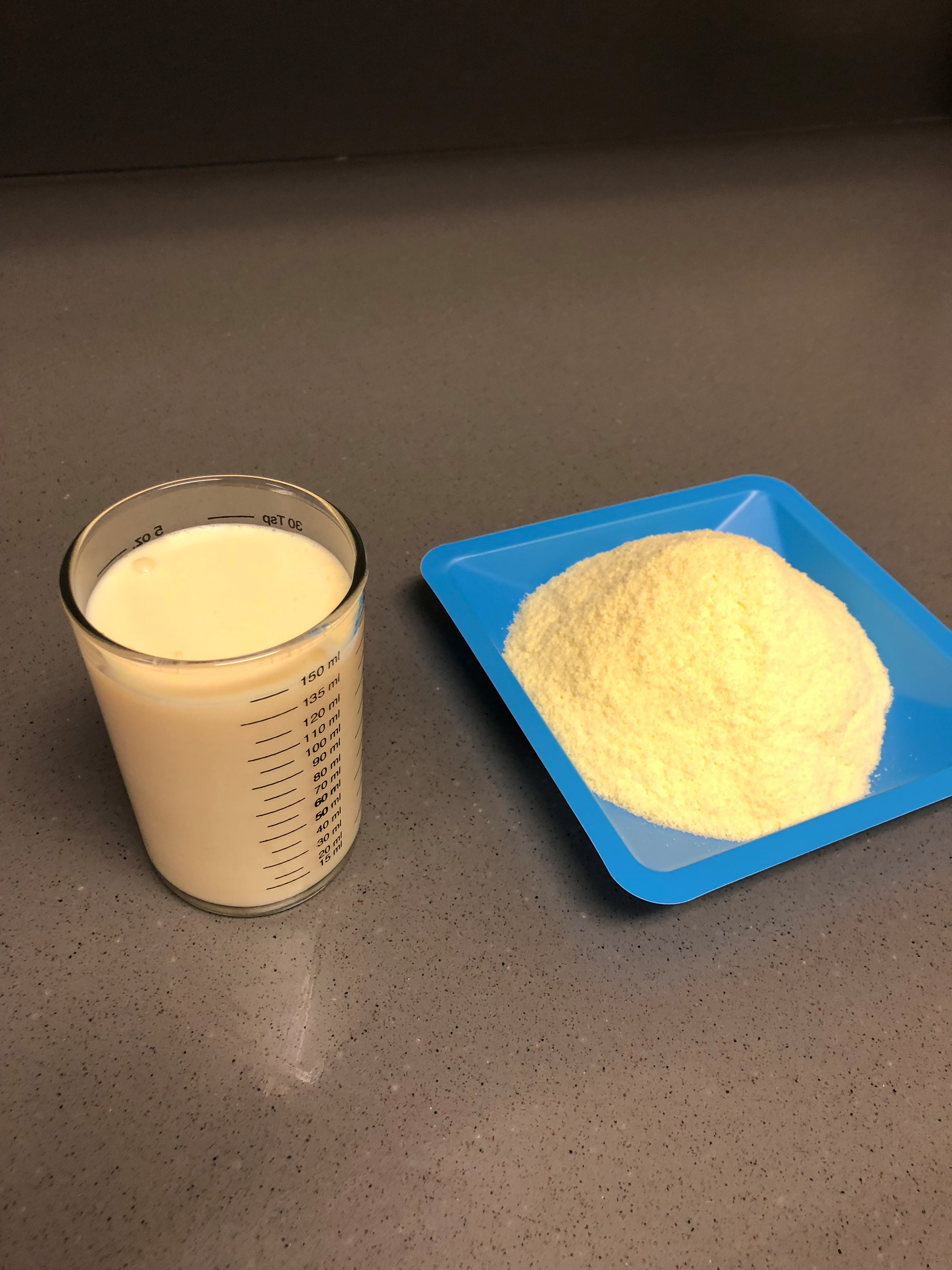
Colostrum bovin - liquide et déshydraté.

Le colostrum est le lait sécrété par les mammifères femelles en fin de gestation, c'est donc le premier lait ingéré après la parturition.

## Chez l'être humain
De couleur jaunâtre, il est très riche en protéines et anticorps indispensables à l'immunisation du nouveau-né et pauvre en sucres.
Les types d'anticorps rencontrés dans le colostrum dépendent des agents infectieux auxquels la mère a été exposée durant son existence, soit naturellement, soit par vaccination (Type IgA principalement, mais aussi IgG et IgM, permettant une barrière immunitaire digestive pour le nouveau-né ainsi que le développement d'une immunité).
Le nouveau-né est capable d'absorber les anticorps dans les premiers temps après la naissance, de façon passive, tant que la perméabilité des cellules intestinales permet de laisser passer ces grandes molécules. Par la suite les anticorps sont détruits au cours du processus de la digestion. Cette transmission ne peut pas se faire durant la gestation car le placenta n'est perméable qu'aux IgG.

## Chez les bovins
Dans l'élevage bovin, on réserve le nom de colostrum au produit de la première traite. Celui récolté ensuite jusqu'au 4e jour est un lait de transition (bases légales ?) dont la composition se rapproche progressivement de celle du lait entier. Le colostrum de vache est très riche en protéines (14 %, au lieu de 3,2 % dans le lait en moyenne) dont 6 % d'anticorps, en vitamine A et en éléments minéraux. Il est aussi plus gras (6,7 au lieu de 3,2 %).
En France, le lait commercialisé ne doit pas contenir de traces de colostrum et doit être obtenu plus de sept jours après la mise bas. 
Les anticorps contenus dans le colostrum sont généralement spécifiques à chaque espèce. Toutefois des préparations contenant du colostrum bovin sont vendues comme compléments alimentaires aux vertus « miracles » notamment pour résister au vieillissement alors que des études scientifiques sur le sujet ont démontré que les éléments utiles contenus dans le colostrum (protéines et anticorps) sont digérés par l'estomac humain et n'ont donc aucun effet notable.
L'ingestion de colostrum par les veaux et d'autres mammifères nouveau-nés permet une protection immunitaire passive car les protéines, dont les immunoglobulines, sont absorbées pendant les 24 premières heures de vie. D'autres molécules protéiques sont également absorbées, par exemple des phosphatases alcalines ou la gamma-glutamyltransférase, entraînant des variations de leur concentration plasmatique pendant plusieurs jours et permettant aussi de s'assurer que le nouveau-né a bien tété le colostrum[réf. non conforme],[réf. non conforme].